# فالندن
فالندن (بالألمانية: Fällanden) هي بلدية ضمن مقاطعة أوستر في كانتون زيورخ، سويسرا. تُقدر مساحتها بـ 6.41 كيلومتر مربع، وعدد سكانها بـ 8606 نسمة (حسب تعداد ديسمبر 2017).

## أعلام
- ألبرت ماير
- رودولف فولف